# Campionato spagnolo maschile di pallanuoto
Il campionato spagnolo maschile di pallanuoto è l'insieme dei tornei pallanuotistici maschili nazionali istituiti dalla Reale Federazione Spagnola del Nuoto (Real Federación Española de Natación - RFEN).
Il campionato viene disputato sin dal 1912, con una pausa dal 1922 al 1941 dovuta alla creazione del Campionato della Catalogna che impegnava le medesime squadre del torneo nazionale e per cui si decise di sopprimere quest'ultimo. Inizialmente venne disputato il campionato assoluto spagnolo di pallanuoto che fu poi unificato nel 1974 con la lega nazionale di pallanuoto che era stata istituita nel 1966; negli otto anni in cui i due campionati sono coesistiti solo in due occasioni (nel 1970 e nel 1972) si ebbero due vincitori differenti. Attualmente si sviluppa su tre livelli nazionali, il maggiore dei quali è la Divisione d'Onore, in cui si assegna il titolo nazionale. Il CN Barcellona è la squadra più titolata essendosi affermata come campione di Spagna per ben 59 volte.

## Struttura dei campionati

### Divisione d'Onore
La División de Honor è la massima divisione del campionato spagnolo. Le squadre partecipanti sono 12, si disputa un girone all'italiana con gare di andata e ritorno al termine del quale la prima classificata conquista il titolo di campione nazionale, l'ultima classificate retrocede e la penultima disputa uno spareggio con la seconda classificata della Prima Divisione.

### Prima Divisione
La Primera División è il secondo livello del campionato. Viene disputato da 11 squadre inserite in un girone unico. La prima classificata viene promossa direttamente nella Divisione d'Onore, le ultime due retrocedono in Seconda Divisione.

### Seconda Divisione
La Segunda División è il terzo livello nazionale del campionato. Vi partecipano 10 club; i primi due classificati sono promossi in Prima Divisione, mentre gli ultimi quattro retrocedono nella Terza Divisione, a carattere regionale.

## Albo d'oro
- 1925:  Barcellona (1)
- 1926:  Barcellona (2)
- 1927:  Barcellona (3)
- 1928:  Barcellona (4)
- 1929:  Barcellona (5)
- 1930:  Barcellona (6)
- 1931:  Barcellona (7)
- 1932:  Barcellona (8)
- 1933:  Barcellona (9)
- 1934:  Barcellona (10)
- 1935:  Barcellona (11)
- 1936:  Barcellona (12)
- 1937:  Barcellona (13)
- 1938:  Barcellona (14)
- 1939:  Barcellona (15)
- 1940:  Barcellona (16)
- 1941:  Barcellona (17)
- 1942:  Barcellona (18)
- 1943:  Barcellona (19)
- 1944:  Barcellona (20)
- 1945:  Barcellona (21)
- 1946:  Barcellona (22)
- 1947:  Barcellona (23)
- 1948:  Barcellona (24)
- 1949:  Barcellona (25)
- 1950:  Barcellona (26)
- 1951:  Barcellona (27)
- 1952:  Barcellona (28)
- 1953:  Barcellona (29)
- 1954:  Barcellona (30)
- 1955:  Barcellona (31)
- 1956:  Barcellona (32)
- 1957:  Barcellona (33)
- 1958:  Barcellona (34)

- 1959:  Barcellona (35)
- 1960:  Barcellona (36)
- 1961:  Barcellona (37)
- 1962:  Barcellona (38)
- 1963:  Barcellona (39)
- 1964:  Barcellona (40)
- 1965:  Barcellona (41)
- 1966:  Barcellona (42)
- 1967:  Barcellona (43)
- 1968:  Barcellona (44)
- 1969:  Barcellona (45)
- 1970:  Barceloneta (1)
- 1971:  Barcellona (46)
- 1972:  Montjuïc (1)
- 1973:  Barceloneta (2)
- 1974:  Barceloneta (3)
- 1975:  Barcellona (47)
- 1976:  Montjuïc (2)
- 1977:  Montjuïc (3)
- 1978:  Montjuïc (4)
- 1979:  Montjuïc (5)
- 1980:  Barcellona (48)
- 1981:  Barcellona (49)
- 1982:  Barcellona (50)
- 1983:  Barcellona (51)
- 1984:  Montjuïc (6)
- 1985:  Montjuïc (7)
- 1986:  Montjuïc (8)
- 1987:  Barcellona (52)
- 1988:  Catalunya (1)
- 1989:  Catalunya (2)
- 1990:  Catalunya (3)
- 1991:  Barcellona (53)
- 1992:  Catalunya (4)

- 1993:  Catalunya (5)
- 1994:  Catalunya (6)
- 1995:  Barcellona (54)
- 1996:  Barcellona (55)
- 1997:  Barcellona (56)
- 1998:  Catalunya (7)
- 1999:  Real Canoe (1)
- 2000:  Real Canoe (2)
- 2001:  Barceloneta (4)
- 2002:  Barcellona (57)
- 2003:  Barceloneta (5)
- 2004:  Barcellona (58)
- 2005:  Barcellona (59)
- 2006:  Barceloneta (6)
- 2007:  Barceloneta (7)
- 2008:  Barceloneta (8)
- 2009:  Barceloneta (9)
- 2010:  Barceloneta (10)
- 2011:  Barceloneta (11)
- 2012:  Barceloneta (12)
- 2013:  Barceloneta (13)
- 2014:  Barceloneta (14)
- 2015:  Barceloneta (15)
- 2016:  Barceloneta (16)
- 2017:  Barceloneta (17)
- 2018:  Barceloneta (18)
- 2019:  Barceloneta (19)
- 2020:  Barceloneta (20)
- 2021:  Barceloneta (21)
- 2022:  Barceloneta (22)
- 2023:  Barceloneta (23)
- 2024:  Barceloneta (24)
- 2025:  Barceloneta (25)

## Vittorie per club
| Pos. | Squadra     | Vittorie |
| ---- | ----------- | -------- |
| 1    | Barcellona  | 59       |
| 2    | Barceloneta | 25       |
| 3    | Montjuïc    | 8        |
| 4    | Catalunya   | 7        |
| 5    | Real Canoe  | 2        |